# Talaus
Genre
Synonymes
- Microcyllus Thorell, 1892

Talaus est un genre d'araignées aranéomorphes de la famille des Thomisidae.

## Distribution
Les espèces de ce genre se rencontrent en Asie du Sud-Est, en Asie de l'Est, en Asie du Sud et en Afrique australe.

## Liste des espèces
Selon World Spider Catalog (version 25.0, 15/03/2024) :
- Talaus beccarii Benjamin, 2020
- Talaus dulongjiang Tang, Yin, Ubick & Peng, 2008
- Talaus elegans Thorell, 1890
- Talaus limbatus Simon, 1895
- Talaus nanus Thorell, 1890
- Talaus niger Tang, Yin, Ubick & Peng, 2008
- Talaus oblitus O. Pickard-Cambridge, 1899
- Talaus opportunus (O. Pickard-Cambridge, 1873)
- Talaus samchi Ono, 2001
- Talaus semicastaneus Simon, 1909
- Talaus sulcus Tang & Li, 2010
- Talaus triangulifer Simon, 1886
- Talaus yuyang Yao & Liu, 2024
- Talaus zhangjiangkou Yao & Liu, 2024

## Systématique et taxinomie
Ce genre a été décrit par Simon en 1886 dans les Thomisidae.
Microcyllus a été placé en synonymie par Thorell en 1895.

## Publication originale
- Simon, 1886 : « Espèces et genres nouveaux de la famille des Thomisidae. » Actes de la Société linnéenne de Bordeaux, vol. 40, p. 167-187 (texte intégral).